# Fontaines-d'Ozillac
Fontaines-d'Ozillac è un comune francese di 507 abitanti situato nel dipartimento della Charente Marittima nella regione della Nuova Aquitania.

## Società

### Evoluzione demografica
Abitanti censiti